# Posidonij
Posidonij (tudi Poseidonij, Pozidonij) [posidónij/poseidónij/pozidónij] (starogrško Ποσειδώνιος: Poseidónios (starogrško ὁ Απαμεύς: hó Apameía / starogrško ὁ Ρόδιος: hó Ródios), latinsko Posidonius), starogrški filozof, astronom, geograf, meteorolog, zgodovinar in učitelj, * okoli 135 pr. n. št., Apameja (Apamea), Sirija, † 51 pr. n. št., verjetno Rim ali otok Rod, Grčija.
Posidonij je veljal za največjega vseveda svojega časa.

## Življenje in delo
Posidonij je bil učenec Panetija z otoka Rod in je bil stoik z mnogimi vplivnimi prijatelji. Med njegovimi učenci sta bila Cicero in Pompej. Nekatera med njegovimi raziskovanji so bila dragocena. Njegova dela so ohranjena le v drobcih. Kot Piteas je verjel, da bibavico povzroča Luna. Potoval je na zahod do Atlantskega oceana, Britanije in Nemčije, na Iberski polotok in Balearske otoke, do dežel ob Jadranskem morju, na Sicilijo in Sardinijo do Francije in še posebej do Masilije v Galiji (danes Marseille). Na svojih potovanjih je sistematično zbiral geografske podatke. Poleg Strabona ga je navajal tudi leksikografski priročnik Suda (Suidas) iz 10. stoletja.

## Astronomija

### Velikost Sonca
Izračunal je velikost Sonca, ki je bila večja, in zato bliže resnici kot so jo predlagali drugi grški astronomi in Aristarh.

### Zemljin obseg
Po podobnem postopku kot Eratosten je (okoli) leta 100 pr. n. št. meril Zemljin obseg in njen polmer. Opazil je da se svetla zvezda Kanop, α Gredlja (Car) z 0,7m, zelena nadorjakinja pri prehodu skozi nebesni poldnevnik Roda, z zemljepisno širino +36° 20', natančno dotakne obzorja, saj tam komaj da vzide. V tem trenutku je meril njeno zenitno višino v Aleksandriji, z zemljepisno širino +31° 30', in za njo našel h = 7° 30' ali 1/48 polnega kota, kar je kar razlika v njuni zemljepisni širini, ki je v resnici h = 4° 50'. Pravilno je zaključil, da središčni kot, ki ga oklepata Zemljina polmera, potegnjena k Aleksandriji in Rodu, znaša 1/48 polnega kota. Razdaljo med Aleksandrijo in Rodom je ocenil iz časa plovbe ladij s 5000 stadiji, pa je za Zemljin obseg našel 5000 · 48 = 240.000 stadijev, oziroma za Zemljin polmer {\displaystyle r_{Z}} = 6570 km, če je 1 srednji stadij približno 172 m.
Njegova vrednost polmera je prevelika od prave vrednosti za 199 km. Pozabil pa je upoštevati, da se je položaj zvezde zaradi uklona svetlobnih žarkov v ozračju premaknil in tudi razdaljo med mestoma slabo ocenil, saj je bilo verjetno samo okoli 3100 stadijev. Tako je dobil premajhno vrednost in je le slučajno pravilneje od Eratostena izračunal Zemljin polmer. Morda ga je pozneje Strabon tudi napačno navajal, saj je Posidonij prvi upošteval uklon svetlobnih žarkov v ozračju in njegova dela se niso ohranila.
Za Zemljin ravnik je vzel vzporednik Roda in zanj navedel dolžino 180.000 stadijev, oziroma 32.000 km. Iz te navedbe izhaja srednji stadij 177,8 m. Pri Aristotelu je stadij znašal 185 m, po navadi pa atiški stadij 185,4 m. Arhimed je na primer v svojem delu O številu peščenih zrn (Peščeni račun - De Arenae Numero) navedel vrednost za Zemljin obseg 300.000 stadijev.
Posidonij je menil, da so območja ob Zemljinem ravniku naseljena.

### Astronomska enota
Okoli leta 90 pr. n. št. je ocenil astronomsko enoto na {\displaystyle a_{0}/r_{Z}} = 9893, (oziroma v današnjih enotah 65 · 109 m), kar je bilo še za dobro polovico premalo.

## Drugi dosežki
Posidonij je moral poznati delo svojega starejšega predhodnika Hiparha, ki je dolgo časa opazoval in delal tako na Rodu kot v Aleksandriji.
Izdelal je globus. Zemljino površino in nebesno kroglo je razdelil na pet območij. Opazoval je potrese in ognjenike. Opazoval je izbruhe ognjenikov na Eolskih otokih v Tirenskem morju, severno od Sicilije.
Leta 85 pr. n. št. je izumil urni mehanizem.
Kakor pred njim Aristotel in Eratosten je skušal obvladati vse tedanje znanje. Bil pa je manj uspešen od Aristotela, saj se je v tem času nabralo veliko novega znanja. Poleg Aristotela so ga primerjali tudi z Demokritom.
Pomagal je širiti astrologijo. Njen pogubni vpliv je trajal vse tja do Keplerja.